# Michael Ballhaus

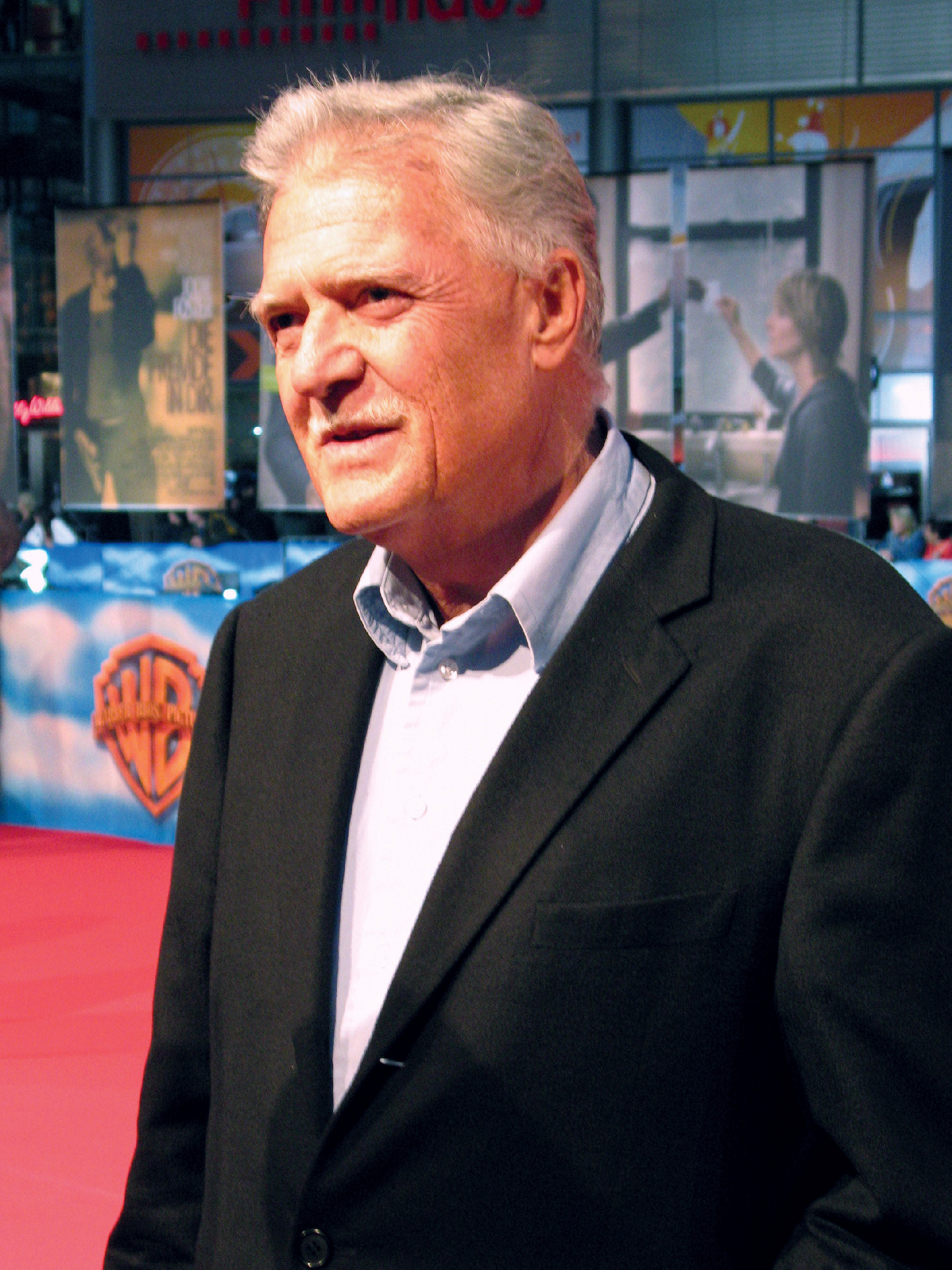
Michael Ballhaus (2007)

Michael Ballhaus (* 5. August 1935 in Berlin; † 11. April 2017 ebenda) war ein deutscher Kameramann.
Ballhaus gilt als einer der bedeutendsten Kameramänner des deutschen und internationalen Films. Er arbeitete in den 1960er-Jahren beim deutschen Fernsehen und wurde am Ende des Jahrzehnts Stammkameramann von Rainer Werner Fassbinder, mit dem er 15 Filme drehte. 1982 ging er in die Vereinigten Staaten, später dort nach Hollywood, wo er mit seiner effizienten, kreativen und zugleich einfühlsamen Arbeitsweise zu einem der gefragtesten Kameramänner wurde. Er drehte mit vielen bedeutenden US-Regisseuren wie Martin Scorsese, Francis Ford Coppola, Robert Redford und Wolfgang Petersen. Im Jahr 2007 verkündete er seinen Rückzug aus Hollywood und widmete sich danach verschiedenen Projekten wie etwa der Nachwuchsförderung und -ausbildung.

## Leben
Seine Eltern waren die Theaterschauspieler Oskar Ballhaus und Lena Hutter, Mitbegründerin und bis zu ihrem Tod Prinzipalin des nach seinem heutigen Spielort benannten Fränkischen Theaters Schloss Maßbach. Durch sie kam er über das Theater zum Film. Als Kind lebte er in Berlin, ab 1943 in Coburg, wo seine Eltern den Coburger Kulturkreis gründeten. Seine Jugend verbrachte er im unterfränkischen Wetzhausen, nachdem die Eltern im Jahr 1948 ein erstes festes Domizil für ihr Privattheater gefunden hatten. Hier nahm er in einer Großfamilie als „Künstlerkommune“ an vielen Gesprächen am Abendtisch über Kunst teil. Seine ersten Fotoaufnahmen machte er von den Bühnenbildern und Szenen der Theateraufführungen, die für die Presse bestimmt waren.
Ballhaus durfte 1955 die Dreharbeiten des Films Lola Montez aus der Nähe beobachten. Regisseur dieses Films war der Freund der Familie, Max Ophüls, Kameramann der Franzose Christian Matras. Dieses Erlebnis führte ihn zum Entschluss, selbst Kameramann zu werden. Nach einer zweijährigen Fotografenausbildung in Würzburg begann Ballhaus im Jahre 1959 beim Südwestfunk (SWF) in Baden-Baden eine Kameraassistenz. Eine Ausbildung zum Kameramann gab es zu der Zeit nicht. Seine erste Arbeit war beim SWF der Fernsehfilm O Wildnis (Ausstrahlung: 12. Dezember 1959); Ballhaus stieg dort innerhalb der nächsten sechs Jahre zum Chef-Kameramann auf. In dieser Zeit lernte er den Regisseur Peter Lilienthal kennen, dessen frühe Filme er fotografierte. Sein erster Film dort entstand für Lilienthal (Abschied, 1965). Bis 1967 war er beim SWF Chefkameramann. 1968 drehte er seinen ersten Kinofilm, die Komödie Mehrmals täglich mit Dieter Hallervorden. Zwischen 1967 und 1970 lehrte er erstmals an der Film- und Fernsehakademie Berlin, bis er 1970 durch seinen zweiten Kinofilm Deine Zärtlichkeiten Ulli Lommel kennenlernte, der ihn wiederum mit Rainer Werner Fassbinder zusammenbrachte. Der erste Film für Fassbinder war das Südstaaten-Melodram Whity, das am 2. Juni 1971 in die Kinos kam. Allein mit Fassbinder drehte Ballhaus 15 Filme, die ihn über Deutschland hinaus in der Filmszene bekannt machten und ihm auch in den USA die Türen öffneten.

### USA
Über die Arbeit an einigen Independent-Produktionen in den USA wurden dann bekannte Regisseure auf ihn aufmerksam. Wieder war es eine Regiearbeit für Lilienthal (Dear Mr. Wonderful, 1982), die in New York stattfand, und ihm danach über John Sayles (Baby It’s You) den Weg in die USA eröffnete. Ab dem Film Die Zeit nach Mitternacht 1985 war er der Director of photography von Martin Scorsese. Seine effiziente und zugleich kreative Arbeitsweise machte ihn zu einem begehrten Kameramann. Insgesamt führte Michael Ballhaus die Bildregie in über 80 Kinofilmen. Er arbeitete unter vielen anderen mit Mike Nichols, Volker Schlöndorff, Wolfgang Petersen, Francis Ford Coppola, Jeanine Meerapfel und Peter Stein zusammen. 1988 erhielt er für seine Arbeit an Nachrichtenfieber seine erste Oscar-Nominierung. Zwei Jahre später wurde er für Die fabelhaften Baker Boys ein weiteres Mal nominiert. Eine dritte Nominierung erhielt er im Jahr 2003 für Gangs of New York. Michael Ballhaus bekam 2007 als erster Deutscher den begehrten Preis für sein Lebenswerk von der American Society of Cinematographers (US-amerikanischer Verband der Kameraleute).

### Projekte

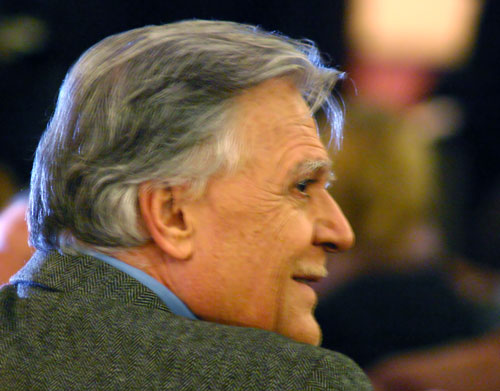
Auf der Berlinale 2006

1996 übernahm Ballhaus an der Hamburg Media School (damals noch Aufbaustudium Film) die Fachbereichsleitung für den Studiengang Kamera. In Zusammenarbeit mit Achim Poulheim setzte er diese Tätigkeit auch nach dem Umzug der HMS fort.
Ballhaus wirkte im Jahr 2000 in Rosa von Praunheims Film Für mich gab’s nur noch Fassbinder mit.
Am Rande der Berlinale im Februar 2007 verkündete Michael Ballhaus seinen Rückzug aus Hollywood, um künftig vor allem Filme zu produzieren und zu unterrichten. Bereits zuvor gab Ballhaus als regelmäßiger Gast der Berlinale und als Dozent auf dem Berlinale Talent Campus und der Deutschen Film- und Fernsehakademie Berlin seine Erfahrungen an junge Kameraleute weiter. Im selben Jahr arbeitete er auch am Ballhaus-Projekt, einer Initiative zum Klimaschutz, die mit Kino- und Fernseh-Werbefilmen zum sparsamen Umgang mit Energie aufrief.
Von 2010 bis zu seinem Tod war er Abteilungsleiter für Kamera an der Hochschule für Fernsehen und Film München. 2010 hatte er eine Gastprofessur an der Leuphana Universität Lüneburg.
Im Jahr 2014 zog er sich aus dem Filmgeschäft zurück. Am 11. März 2014 machte Ballhaus publik, dass er seit 1996 an Grünem Star leide und fortschreitend erblinde; das Lesen sei ihm bereits nicht mehr möglich. Am 17. März 2014 veröffentlichte Michael Ballhaus seine Autobiographie Bilder im Kopf – Die Geschichte meines Lebens, die er zusammen mit dem Koautor Claudius Seidl verfasste.
Auf Anregung seines Freundes Michael Ballhaus schrieb Peter Schneider eine Romanbiografie über Antonio Vivaldi (2019) und widmete ihm das Werk.

### Familie

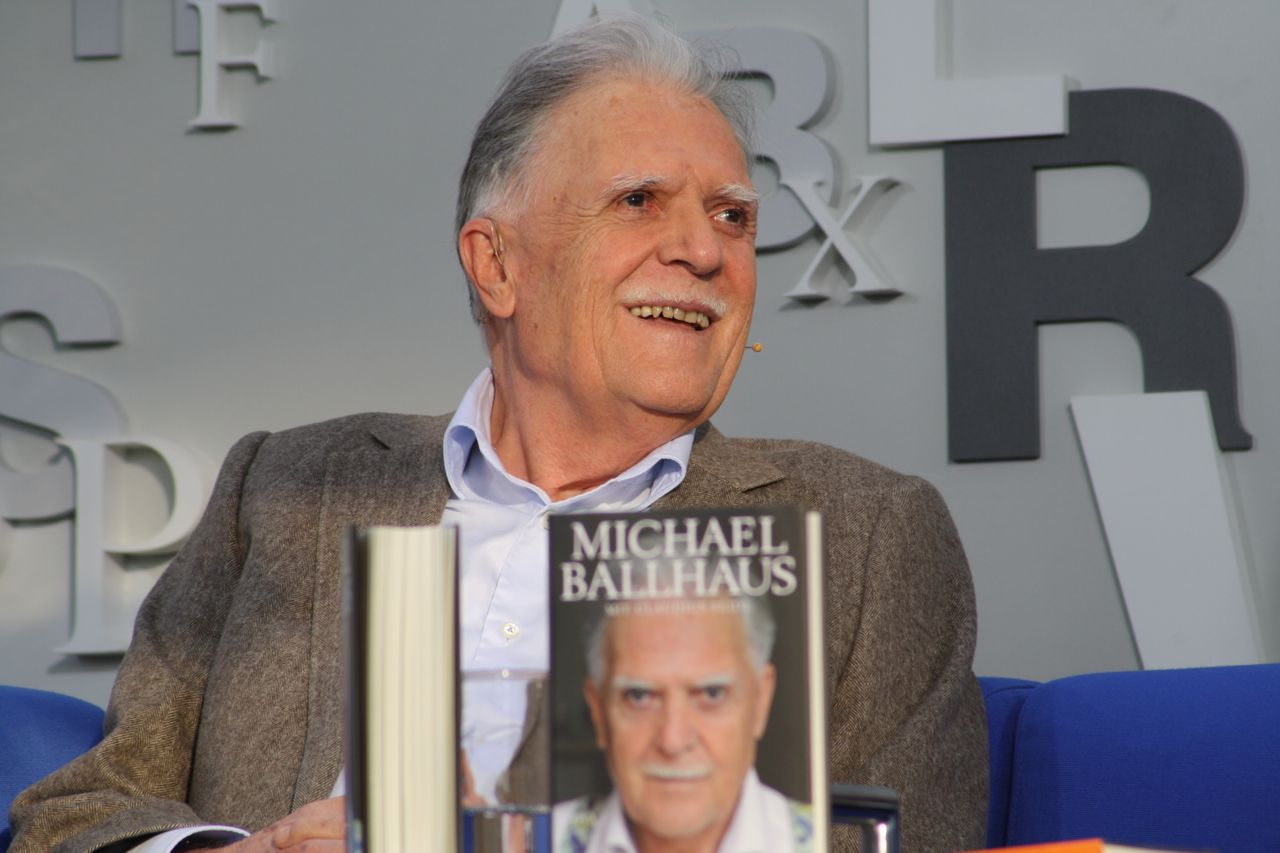
Mit seiner Autobiographie auf der Leipziger Buchmesse 2014

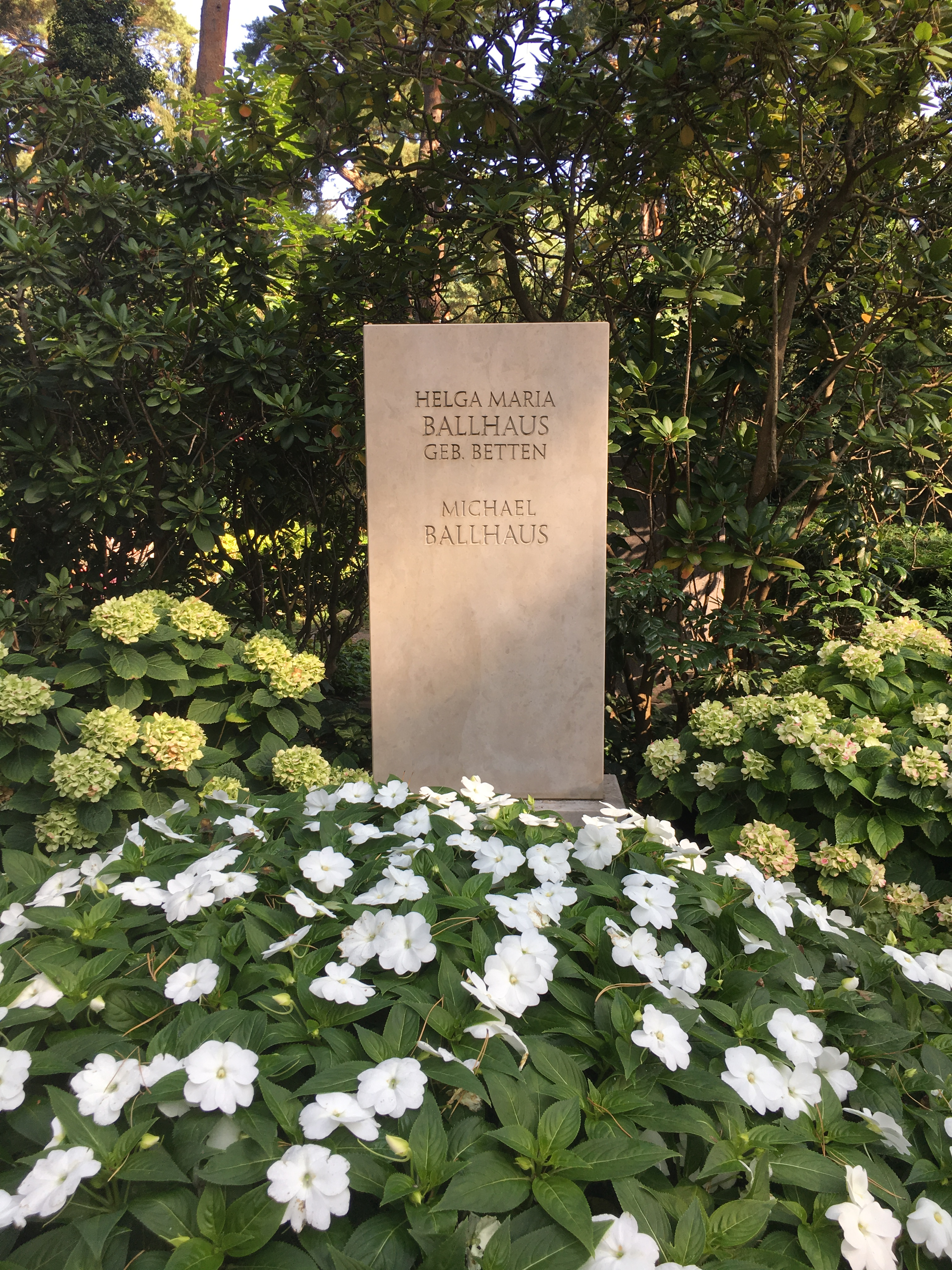
Das Grab von Michael und Helga Ballhaus auf dem Waldfriedhof Dahlem

1958 heiratete Michael Ballhaus die Schauspielerin und Szenenbildnerin Helga Betten; ihre beiden Söhne Sebastian (Produktionsassistent) und Florian Ballhaus (Kameramann) sind ebenfalls in der Filmbranche tätig. Mit seinem Sohn Florian hat Michael Ballhaus in über 20 Filmen zusammengearbeitet. Florian Ballhaus war unter anderem Chef-Kameramann bei Flightplan und Der Teufel trägt Prada. Für das Filmdrama Outbreak – Lautlose Killer arbeitete er mit beiden Söhnen zusammen. Neben seiner Wohnung in Los Angeles lebte er seit den achtziger Jahren auch in Berlin-Zehlendorf, seine beiden Söhne gingen hier auf die Schule. Seit 2007 war sein Hauptwohnsitz in Zehlendorf, während seine Söhne in Los Angeles leben.
Seine Frau starb am 28. September 2006 in Los Angeles. In der Rückschau auf sein Leben verwies Ballhaus immer auf die enge vertrauensvolle berufliche und nicht nur private Rolle seiner Ehefrau, mit der er über viele Jahrzehnte zusammenarbeitete. Aus der gleichen Branche kommend, war sie schon zu Zeiten der Fassbinder-Filme als Ausstatterin am Drehort im Produktionsprozess beteiligt. Sie hatte nach seinen Aussagen großen Anteil an seinem beruflichen Erfolg.
Fünf Jahre nach dem Tod seiner Frau Helga heiratete Michael Ballhaus am 28. Oktober 2011 die Regisseurin Sherry Hormann. Im Mai 2012 begann der gemeinsame Dreh zu dem Film 3096 Tage über die Entführung von Natascha Kampusch, dessen Weltpremiere am 25. Februar 2013 in Wien stattfand.
Michael Ballhaus starb am 11. April 2017 in seiner Berliner Wohnung. Am 29. April wurde er auf dem Waldfriedhof Dahlem im Berliner Bezirk Steglitz-Zehlendorf beigesetzt, Filmkollegen und Politiker erwiesen ihm die letzte Ehre. Er hinterließ unter anderem seine Schwestern Ulla, die Psychotherapeutin Nele Maar und vier Enkelinnen.

## Arbeitsweise
Ballhaus hielt für sein größtes Talent die Fähigkeit, „zu wissen, wie ich Bilder erzählen und Gedanken visualisieren kann“. Daher waren auch seine Lieblingsregisseure solche, die in Bildern denken können, allen voran Martin Scorsese. Unabhängig davon sah er es für alle Kameraleute als notwendig an, dass sie eine Geschichte in Gedanken visualisieren können.
Neben der langjährigen Zusammenarbeit mit Rainer Werner Fassbinder wurde Ballhaus für seine innovative Technik der „360-Grad-Kamerafahrt“ bekannt, dem sogenannten „Ballhaus-Kreisel“. Diese Technik wurde 1966 von Claude Lelouch erfunden, doch erst Ballhaus machte sie von 1974 an populär, als er sie erstmals in dem Film Martha anwendete. Fassbinder ließ das Duo Margit Carstensen und Karlheinz Böhm während ihrer ersten Begegnung zusätzlich noch einmal um sich selbst drehen, so dass der Eindruck eines Strudels erzeugt wurde. Später wurde Scorsese durch eine achtmalige Kreisfahrt mit integriertem Zoom um ein tanzendes Liebespaar im Spielfilm Reckless (1984) von James Foley auf Ballhaus aufmerksam.
Bei Fassbinder lernte Ballhaus, sehr schnell und effektiv zu arbeiten, nicht zuletzt deswegen, da Fassbinder immer unter chronischem Geldmangel litt. Diese harte Schule brachte ihm den Ruf ein, stets das Budget einhalten zu können. „Die Zusammenarbeit mit Fassbinder war für mich eine ganz wichtige Schule. Zum einen, weil wir sehr wenig Geld hatten und immer nur das gedreht haben, was wirklich gebraucht wurde. Zum anderen war Fassbinder dadurch gezwungen, und hat mich auch gezwungen, schnell zu sein.“
Ballhaus legte Wert darauf, keinen eigenen Stil zu entwickeln, da er die Abwechslung liebte und sich auf jeden Film individuell einstellen wollte. Allerdings schränkte er diese Aussage im Jahr 2000 etwas ein, da ihm sein großer Respekt vor den Schauspielern verbot, die Kamera zu nah und damit frontal vor den Akteuren zu positionieren. Daher könne man auch von einem „Ballhaus-Touch“ reden.

## Mitgliedschaften
- Academy of Motion Picture Arts and Sciences.[39]
- British Academy of Film and Television Arts.[39]
- 1987: Member of the American Society of Cinematographers (ASC).[40]
- 1993: Mitglied der Akademie der Künste (Berlin), Sektion Film- und Medienkunst.[2]
- 1999: Mitglied der Freien Akademie der Künste in Hamburg.[41]
- 2003: Gründungsmitglied der Deutschen Filmakademie und gehörte dessen erstem Vorstand an.[42]

## Filmografie (Auswahl)
- 1960: Die Kassette – Regie: Rudolf Noelte, Fernsehspiel
- 1960: Die Nachbarskinder – Regie: Peter Lilienthal, Fernsehspiel
- 1964: Das Martyrium des Peter O’Hey – Regie: Peter Lilienthal, Fernsehspiel
- 1965: Der große Wildenberg – Regie: Herbert Vesely
- 1965: Abschied – Regie: Peter Lilienthal
- 1966: Große Liebe – Regie: Johannes Schaaf
- 1966/67: Die Frau des Fotografen – Regie: Thomas Engel (TV-Film)
- 1967: Ganze Tage in den Bäumen – Regie: Tom Toelle
- 1969: Mehrmals täglich (auch: Darf ich Sie zur Mutter machen?) – Regie: Ralf Gregan
- 1969: Deine Zärtlichkeiten – Regie: Herbert Vesely und Peter Schamoni
- 1970: Wir – zwei – Regie: Ulrich Schamoni
- 1970: Whity – Regie: Rainer Werner Fassbinder
- 1970: Warnung vor einer heiligen Nutte – Regie: Rainer Werner Fassbinder
- 1970: Fassbinder produziert Film No. 8 (Dokumentarfilm) – Regie: M. Ballhaus, Dietmar Buchmann
- 1972: Adele Spitzeder – Regie: Peer Raben
- 1972: Die bitteren Tränen der Petra von Kant – Regie: Rainer Werner Fassbinder
- 1973: Tschetan, der Indianerjunge – Regie: Hark Bohm
- 1973: Tatort: Tote brauchen keine Wohnung – Regie: Wolfgang Staudte (TV-Reihe)
- 1973: Welt am Draht – Regie: Rainer Werner Fassbinder
- 1974: Martha – Regie: Rainer Werner Fassbinder
- 1974: Made in Germany und USA – Regie: Rudolf Thome
- 1975: Faustrecht der Freiheit – Regie: Rainer Werner Fassbinder
- 1975: Das Amulett des Todes – Regie: Ralf Gregan
- 1975: Mutter Küsters Fahrt zum Himmel – Regie: Rainer Werner Fassbinder
- 1975: Ich will doch nur, daß ihr mich liebt – Regie: Rainer Werner Fassbinder
- 1976: Sommergäste – Regie: Peter Stein
- 1976: Satansbraten – Regie: Rainer Werner Fassbinder
- 1976: Chinesisches Roulette – Regie: Rainer Werner Fassbinder
- 1977: Bolwieser – Regie: Rainer Werner Fassbinder
- 1977: Frauen in New York – Regie: Rainer Werner Fassbinder (TV-Theaterverfilmung)
- 1978: Despair – Eine Reise ins Licht – Regie: Rainer Werner Fassbinder
- 1978: Spiel der Verlierer (nur Filmrolle) – Regie: Christian Hohoff
- 1979: Die Ehe der Maria Braun – Regie: Rainer Werner Fassbinder
- 1979: Alpensaga – Der deutsche Frühling. – Regie: Dieter Berner
- 1979: Die erste Polka – Regie: Klaus Emmerich
- 1979/1980: Der Aufstand – Regie: Peter Lilienthal
- 1980: Looping – Regie: Walter Bockmayer, Rolf Bührmann
- 1980: Groß und klein, nach der Inszenierung des Theaterstücks von Peter Stein
- 1981: Malou – Regie: Jeanine Meerapfel
- 1981: Heute spielen wir den Boß – Wo geht’s denn hier zum Film? – Regie: Peer Raben
- 1982: Dear Mr. Wonderful – Regie: Peter Lilienthal
- 1982: Der Zauberberg – Regie: Hans W. Geißendörfer
- 1982: Baby it’s you – Regie: John Sayles
- 1983: Heller Wahn – Regie: Margarethe von Trotta
- 1983: Das Autogramm – Regie: Peter Lilienthal
- 1984: Jung und rücksichtslos (Reckless) – Regie: James Foley
- 1984: Die Herzensbrecher (Heartbreakers) – Regie: Bobby Roth
- 1984: Ediths Tagebuch – Regie: Hans W. Geißendörfer
- 1985: Die Zeit nach Mitternacht (After Hours) – Regie: Martin Scorsese
- 1985: Tod eines Handlungsreisenden (Death of a Salesman) – Regie: Volker Schlöndorff
- 1986: Under the Cherry Moon – Unter dem Kirschmond (Under the Cherry Moon) – Regie: Prince
- 1986: Die Farbe des Geldes (The Color of Money) – Regie: Martin Scorsese
- 1987: Die Glasmenagerie (The Glass Menagerie) – Regie: Paul Newman
- 1987: Nachrichtenfieber – Broadcast News (Broadcast News) – Regie: James L. Brooks
- 1988: Liebe auf Texanisch (Baja Oklahoma) – Regie: Bobby Roth
- 1988: Das Haus in der Carroll Street (The House on Carroll Street) – Regie: Peter Yates
- 1988: Die letzte Versuchung Christi (The Last Temptation of Christ) – Regie: Martin Scorsese
- 1988: Die Waffen der Frauen (Working Girl) – Regie: Mike Nichols
- 1988: Zwei hinreißend verdorbene Schurken (Dirty Rotten Scoundrels) – Regie: Frank Oz
- 1989: Die fabelhaften Baker Boys (The Fabulous Baker Boys) – Regie: Steven Kloves
- 1990: Grüße aus Hollywood (Postcards from the Edge) – Regie: Mike Nichols
- 1990: GoodFellas – Drei Jahrzehnte in der Mafia (Goodfellas) – Regie: Martin Scorsese
- 1991: Schuldig bei Verdacht (Guilty by Suspicion) – Regie: Irwin Winkler
- 1991: Was ist mit Bob? (What About Bob?) – Regie: Frank Oz
- 1992: Bram Stoker’s Dracula (Dracula) – Regie: Francis Ford Coppola
- 1992: Mambo Kings (The Mambo Kings) – Regie: Arne Glimcher
- 1993: Zeit der Unschuld (The Age of Innocence) – Regie: Martin Scorsese
- 1994: Quiz Show – Regie: Robert Redford
- 1995: Outbreak (Outbreak) – Regie: Wolfgang Petersen
- 1996: Sleepers – Regie: Barry Levinson
- 1997: Air Force One – Regie: Wolfgang Petersen
- 1998: Mit aller Macht (Primary Colors) – Regie: Mike Nichols
- 1999: Wild Wild West – Regie: Barry Sonnenfeld
- 2000: Die Legende von Bagger Vance (The Legend of Bagger Vance) – Regie: Robert Redford
- 2000: Good Vibrations – Sex vom anderen Stern (Good Vibrations) – Regie: Mike Nichols
- 2000: Gone Underground – Regie: Su Turhan
- 2002: Gangs of New York – Regie: Martin Scorsese
- 2003: Was das Herz begehrt (Something’s Gotta Give) – Regie: Nancy Meyers
- 2003: Uptown Girls – Eine Zicke kommt selten allein (Uptown Girls) – Regie: Boaz Yakin
- 2005: Sonntagsluft (nach Henrik Ibsens Gespenster) – Regie: Frank Alva Buecheler
- 2006: Departed – Unter Feinden (Departed) – Regie: Martin Scorsese
- 2009: In Berlin – mit Ciro Cappellari
- 2013: 3096 Tage – Regie: Sherry Hormann

## Auszeichnungen

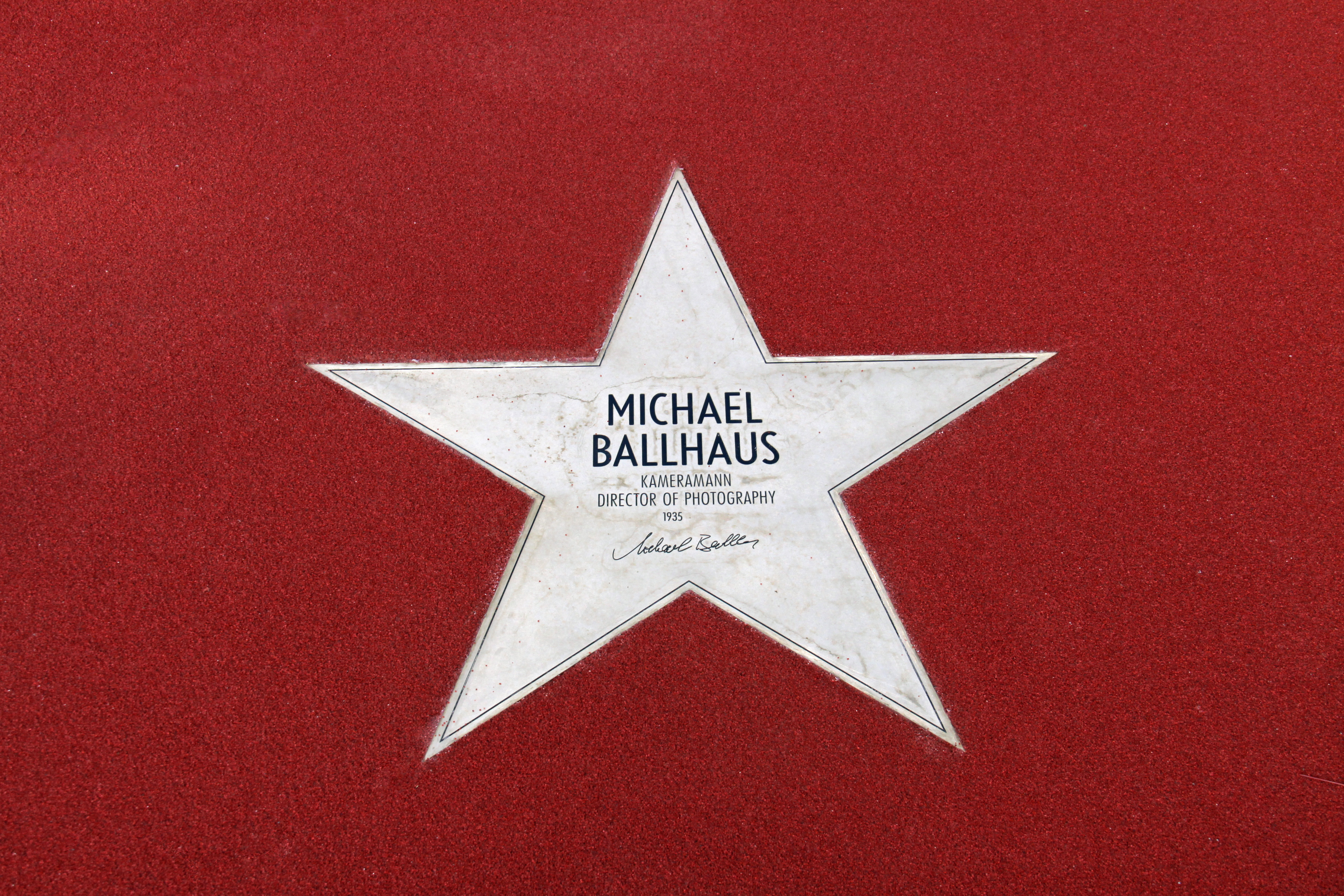
Stern von Michael Ballhaus auf dem Boulevard der Stars in Berlin

- 1973: Deutscher Filmpreis – Filmband in Gold (Kamera) für Die bitteren Tränen der Petra von Kant
- 1978: Deutscher Filmpreis – Filmband in Gold (Kamera) für Despair – Eine Reise ins Licht
- 1985: American Video Award (Kamera) für I’m on Fire
- 1992: Chicago Film Critics Association Award für die Beste Kamera bei Bram Stoker’s Dracula
- 1994: DIVA-Award
- 1994: Berliner Bär (B.Z.-Kulturpreis)
- 1996: Auszeichnung als Ehrenkameramann durch die Jury des Deutschen Kamerapreises
- 1997: Verdienstorden der Bundesrepublik Deutschland
- 2000: Goldene Leinwand für sein Lebenswerk
- 2001: Lucky Strike Designer Award
- 2002: Nominierung Chicago Film Critics Association Award für die Beste Kamera bei Gangs of New York
- 2003: Festival Honors / eDIT Filmmaker’s Festival
- 2006: Nominierung Chicago Film Critics Association Award für die Beste Kamera bei Departed – Unter Feinden
- 2007: International Achievement Award der American Society of Cinematographers (ASC)
- 2007: Europäischer Filmpreis – Ehrenauszeichnung für sein herausragendes Engagement
- 2007: Bayerischer Filmpreis – Ehrenpreis
- 2008: Clean Tech Media Award – Gewinner mit dem Ballhaus-Projekt in der Rubrik Kultur & Medien[43]
- 2009: Bambi in der Kategorie Deutsche in Hollywood[44]
- 2009: Goldener Ochse – Ehrenpreis beim Filmkunstfest Mecklenburg-Vorpommern
- 2010: Bayerischer Verdienstorden
- 2010: Stern auf dem Boulevard der Stars in Berlin
- 2012: Deutscher Filmpreis – Ehrenpreis für herausragende Verdienste um den deutschen Film
- 2013: Ehrenpreis beim 34. Filmfestival Max Ophüls Preis in Saarbrücken
- 2015: Großes Bundesverdienstkreuz
- 2016: Goldener Ehrenbär der Berlinale[38]
- 2016: Verdienstorden des Landes Berlin
- Ballhaus war dreimal für einen Oscar nominiert: Nachrichtenfieber – Broadcast News (1988), Die fabelhaften Baker Boys (1990) und Gangs of New York (2003).

## Filme über Ballhaus
- Close Up. Gero von Boehm fragt Michael Ballhaus. Gespräch, Deutschland, 2014, 50 Min., Moderation: Gero von Boehm, Produktion: interscience film, Servus TV, Reihe: Close Up, Erstsendung: 19. Februar 2015 bei Servus TV, Inhaltsangabe von interscience, (Memento vom 4. März 2016 im Internet Archive).
- alpha-Forum: Michael Ballhaus, Director of Photography. Gespräch, Deutschland, 2010, 43 Min., Moderation: Christoph Lindenmeyer, Produktion: ARD-alpha, Reihe: alpha-Forum, Erstsendung: 5. August 2010 in BR-alpha, Inhaltsangabe mit Gesprächstext und online-Video von ARD-alpha.
- 100 Jahre Babelsberg – Wie sieht die Zukunft des Kinos aus? Gespräch, Deutschland, 2012, 60 Min., Moderation: Volker Panzer, Produktion: ZDF, Reihe: nachtstudio, Erstsendung: 12. Februar 2012 bei ZDF, Inhaltsangabe von ZDF, (Memento vom 3. März 2016 im Internet Archive), mit Michael Ballhaus, Volker Schlöndorff, Dieter Kosslick, Stefan Arndt.
- Michael Ballhaus – Eine Reise durch mein Leben. Dokumentarfilm, Deutschland, 2008, 60 Min., Buch und Regie: Vera Tschechowa, Produktion: tp Filmproduktion, BR, NDR, WDR, SWR, Erstsendung: 29. November 2008 beim Bayerischen Fernsehen, Inhaltsangabe von ARD.
- „Mit Licht kann ich zaubern.“ Kameramann Michael Ballhaus über sein künstlerisches Metier. Gespräch, Deutschland, 2007, 45:05 Min., Moderation: Alexander Kluge, Produktion: dctp, Reihe: News & Stories, Erstsendung: 14. Oktober 2007, Internet-Video von dctp.
- Michael Ballhaus: „Ich bewege gern die Kamera“. Gespräch, Deutschland, 2002, 45:05 Min., Moderation: Alexander Kluge, Produktion: dctp, Reihe: News & Stories, Erstsendung: 29. Dezember 2002, Internet-Video von dctp.